# Rausch (Herrsching)
Rausch ist ein Ortsteil der Gemeinde Herrsching am Ammersee im oberbayerischen Landkreis Starnberg.
Der Ort liegt nordwestlich des Kernortes Herrsching am Ammersee. Westlich verläuft die St 2017 und erstreckt sich der 46,6 km² große Ammersee. Östlich liegt das 107,5 ha große Naturschutzgebiet Herrschinger Moos, nordöstlich erstreckt sich der 1,95 km² große Pilsensee.

## Sehenswürdigkeiten
In der Liste der Baudenkmäler in Herrsching am Ammersee ist für Rausch ein Baudenkmal aufgeführt:
- Die Kapelle (Rausch 2) ist ein kleiner Satteldachbau mit Apsis und Dachreiter. Der Bau, bezeichnet 1826, greift barocke Formen auf.